# Lithothamnion validum
Lithothamnion validum Foslie, 1906  é o nome botânico  de uma espécie de algas vermelhas  pluricelulares do gênero Lithothamnion, subfamília Melobesioideae.
- São algas marinhas encontradas na Itália, México, Costa Rica e Chile.

## Sinonímia
- Não apresenta sinônimos.